# Pachnephorus aethiopicus
Pachnephorus aethiopicus – gatunek chrząszcza z rodziny stonkowatych i podrodziny Eumolpinae.

## Taksonomia
Gatunek ten opisany został po raz pierwszy w 2007 roku przez Stefana Zoię. Opisu dokonano na podstawie pojedynczego samca odłowionego w 1974 roku. Jako lokalizację typową wskazano Bongę w prowincji Kaffa na południowym zachodzie Etiopii. Epitet gatunkowy oznacza po łacinie „etiopski”.

## Morfologia
Chrząszcz o ciele długości 2,6 mm. Ubarwienie ma błyszczące, ciemnobrązowe do czarnego z metalicznym połyskiem na przedpleczu oraz rudobrązowymi głaszczkami, czułkami, odnóżami i pokrywami. Głowa ma na regularnie wypukłym czole podłużny rowek środkowy oraz poprzeczną, płytką bruzdkę dystalną połączoną ze szwami nadocznymi. Czoło porastają małe, trzykrotnie dłuższe niż szersze łuski o barwie białej, a w dwóch kropkach jasnobrązowej. Powierzchnia czoła jest silnie punktowana. Punkty na błyszczącym nadustku są nieliczne. Niewiele szersze niż dłuższe przedplecze ma silnie i dość gęsto punktowaną powierzchnię oraz nabrzmiałe w odsiebnych ćwiartkach boki. Na bokach przedplecza występują od 2,5 do 3 razy dłuższe niż szerokie pasma z białych i jasnobrązowych łusek. Pokrywy są półtora raza dłuższe niż szerokie, w nasadowej ⅓ mocno wciśnięte, o bokach w początkowych ⅔ słabo zakrzywionych, a dalej równomiernie zakrzywionych ku wierzchołkom. Rzędy są grubo punktowane, po bokach pokryw opatrzone białawymi szczecinkami. Międzyrzędy są wypukłe, węższe niż punkty rzędów, w pobliżu barków i w dwóch plamkach za środkiem pokryw opatrzone białawymi łuskami. Podgięcia pokryw są szerokie i nagie. Epimery przedtułowia są silnie punktowane, w odsiebnej połowie porośnięte białawymi, rozdwojonymi szczecinkami. Epimery śródtułowia są całkiem nagie. Epimery zatułowia są wąskie, zaopatrzone w pojedynczy szereg punktów, z których każdy ma jedną białawą szczecinkę. Zapiersie porastają białe, rozdwojone szczecinki, a pośrodku białe włoski. Na odnóżach występują białawe, rozdwojone łuski. Stopy wieńczą dwa pazurki, z których wewnętrzny rozdwojony jest na dwa różnej długości ząbki, a zewnętrzny jest przydatkowaty z silnym ząbkiem nasadowym.

## Występowanie
Gatunek afrotropikalny, endemiczny dla Etiopii, znany tylko z lokalizacji typowej.